# Arcyptera brevipennis
Arcyptera brevipennis är en insektsart som först beskrevs av Brunner von Wattenwyl 1861.  Arcyptera brevipennis ingår i släktet Arcyptera och familjen gräshoppor.

## Underarter
Arten delas in i följande underarter:
- A. b. vicheti
- A. b. brevipennis